# Feller Bach
Der Feller Bach ist ein rechter Nebenfluss der Mosel in Rheinland-Pfalz, Deutschland. Er hat seinen Namen vom durchflossenen Ort Fell.
Im Einzugsgebiet des Baches liegt das FFH-Gebiet Fellerbachtal mit einer Größe von 514 Hektar.
Im Tal des Feller Baches und in den Seitentälern liegen zahlreiche aufgelassene Schiefergruben.

## Geographie

### Verlauf

#### Quellbäche
Der Feller Bach bekommt seinen Namen ab dem Zusammenfluss von Saarbach und Welgerbach unterhalb des Burgkopfes, etwa 1,4 km nordöstlich von Thomm und  2 km nordwestlich von Lorscheid. Der Saarbach wird gespeist durch den Farschweiler Bach und den Lorscheider Bach, dessen Quellbäche der Etgesbach und der Bickenbach im Osburger Hochwald bei Beuren (Hochwald) sind.

#### Weiterer Verlauf
Ab dem Zusammenfluss seiner Quellbäche nimmt der Feller Bach einen S-förmigen Weg Richtung Nordwest. Dabei durchquert er zunächst den Staatsforst Quint in einem weiten Linksbogen. Dabei nimmt er zahlreiche kurze Bäche von den umliegenden Höhen auf. Etwa auf halbem Weg zur Mosel erreicht er Fell. In Fell mündet unterhalb der ehemaligen Feller Maximiner Burg der Thommerbach, der kurz vor der Mündung als Spitzer Bach bezeichnet wird.
Schon 1 km hinter Fell erreicht der Feller Bach Fastrau. Anschließend unterquert er die Fellerbachtalbrücke der A1, um wenig später auf 122 m ü. NHN zwischen Longuich und Riol in die Mosel zu münden.
Dort befindet sich die Gruppenkläranlage Riol.

### Zuflüsse
Von der Quelle zur Mündung
| GKZ     | Name                              | Lage   | Länge (km) | Einzugsgebiet (km²) | Mündung                  |
| ------- | --------------------------------- | ------ | ---------- | ------------------- | ------------------------ |
| 2672-12 | Bach an der Kupp, auch Liefbach   | rechts | 0,60       | 2,16                |                          |
| 2672-20 | Bickenbach                        | links  | 2,92       | 3,10                |                          |
| 2672-40 | Saarbach, auch Farschweiler Bach  | links  | 2,41       | 4,75                | bei der Klostermühle     |
| 2672-60 | Welcherbach                       | rechts | 4,25       | 5,58                | unterhalb des Burgkopfes |
| 2672-72 | Tickenbach                        | rechts | 0,58       | 0,54                |                          |
| 2672-74 | Beresbach                         | rechts | 1,49       | 1,11                |                          |
| 2672-76 | Gehresbach                        | rechts | 1,53       | 0,76                |                          |
| 2672-78 | Schädelsbach                      | rechts | 0,76       | 1,15                |                          |
| 2672-80 | Thommerbach                       | links  | 7,76       | 11,44               | in Fell                  |
| 2672-92 | Erlerschgraben oder Frievels Bach | links  | 1,29       | 1,04                | in Fell                  |
| 2672-00 | Feller Bach                       |        | 16,72      | 49,36               |                          |

Anmerkungen zur Tabelle
1. ↑  Gewässerkennzahl, in Deutschland die amtliche Fließgewässerkennziffer mit zur besseren Lesbarkeit eingefügtem Trenner hinter dem Präfix, das einheitlich für den allen gemeinsamen Vorfluter Feller Bach steht.
2. ↑  Die Daten des Feller Bachs zum Vergleich

## Mühlen
Am Lorscheider Bach liegen die Scholersmühle und die ehemalige Lorscheidermühle, die ehemalige Spechtmühle und die zu Farschweiler gehörende Klostermühle (frühere Bezeichnung: Gehrensmühle). Am Saarbach liegt die Herler Mühle, heute ein Ayurveda-Heilzentrum. In Fell gab es zwei Mühlen im Bereich der heutigen Maximinstraße sowie die Niederfeller Mühle in der Mühlenstraße, bei Fell-Fastrau liegt die Fastrauer Mühle und kurz vor der Mündung liegen die Rioler und die Longuicher Mühle.